# Anthony Ranaudo
Anthony Ranaudo (né le 9 septembre 1989 à Freehold, New Jersey, États-Unis) est un ancien lanceur droitier de la Ligue majeure de baseball.

## Carrière

### Red Sox de Boston
D'abord repêché au 11e tour de sélection en 2007 par les Rangers du Texas, mais sans signer de contrat, Anthony Ranaudo rejoint les Tigers de l'université d'État de Louisiane. En 2009, le lanceur remporte deux victoires sur les Longhorns du Texas dans les College World Series remportées par les Tigers. Une année suivante à LSU marquée par de mauvaises performances causées par une blessure au coude n'effraie pas les Red Sox de Boston, qui en font un choix de première ronde et le 39e athlète sélectionné au total à la séance de repêchage amateur de 2010. Malgré les blessures, Ranaudo apparaît au début 2011 au 67e rang du palmarès annuel des 100 meilleurs joueurs d'avenir dressé par le réputé Baseball America. Évoluant en ligues mineures depuis 2011, Ranaudo est promu au niveau AAA chez les Red Sox de Pawtucket en 2013.
Il fait ses débuts dans le baseball majeur avec Boston comme lanceur partant face aux Yankees de New York à Fenway Park le 1er août 2014. En 6 manches lancées, il accorde deux points sur 4 coups sûrs et 4 but-sur-balles, une performance qui lui vaut sa première victoire dans le triomphe de 4-3 des Red Sox. En 7 départs pour les Red Sox en 2014, sa moyenne de points mérités s'élève à 4,81 avec 4 victoires et 3 défaites.

### Rangers du Texas
Le 27 janvier 2015, les Red Sox échangent Ross aux Rangers du Texas contre le lanceur gaucher Robbie Ross.